# III. třída okresu Rokycany
III. třída okresu Rokycany patří společně s ostatními třetími třídami mezi deváté nejvyšší fotbalové soutěže v Česku. Je řízena Okresním fotbalovým svazem Rokycany. Hraje se každý rok od léta do jara se zimní přestávkou. Vítěz každé ze skupin postupuje do II. třídy okresu Rokycany.

## Vítězové

### III. třída okresu Rokycany
| Ročník    | Vítězný tým                 |
| --------- | --------------------------- |
| 2004/2005 | TJ Sokol Lhota pod Radčem B |
| 2005/2006 | Město Zbiroh B              |
| 2006/2007 | TJ Spartak Strašice B       |
| 2007/2008 | SK Primalex Břasy B         |
| 2008/2009 | TJ Sokol Radnice B          |
| 2009/2010 | TJ Čechie Příkosice B       |
| 2010/2011 | TJ Hrádek B                 |
| 2011/2012 | TJ Hrádek B                 |
| 2012/2013 | TJ Slávie Kakejcov          |
| 2013/2014 | SK Primalex Břasy B         |
| 2014/2015 | TJ Slávie Kakejcov          |
| 2015/2016 | TJ Holoubkov B              |
| 2016/2017 | AFK Březina                 |
| 2017/2018 | FK Volduchy B               |
| 2018/2019 |                             |